# School Days (anime)
School Days (スクールデイズ School Days?) es una serie de anime basada en la novela visual del mismo nombre y adaptado por los estudios TNK y dirigido por Keitaro Motonaga. Fue emitida entre julio a septiembre de 2007 en la cadena televisiva TV Kanagawa. Consta de 12 episodios, además de 2 episodios OVA.
El anime se basa en el videojuego original, el cual trata de un triángulo amoroso. Se diferencia de los demás ya que se muestra para un grupo juvenil-adulto.

## Argumento
Makoto Itō viaja a la escuela en tren todos los días. Al comienzo de su segundo período, se enamora de una chica, llamada Kotonoha Katsura, quien asiste a la misma escuela y viaja en el mismo transporte, pero no están en la misma clase. Haciendo caso a una leyenda urbana le toma una fotografía con su teléfono móvil (si tienes la fotografía de la persona que te guste y nadie se da cuenta tu amor se hará realidad). Su compañera de mesa, Sekai Saionji, observa la foto durante una clase y se compromete a ayudarlo en concretar una relación amorosa con Kotonoha a través de distintos

## Personajes

### Principales
Makoto Itō (伊藤誠 Itō Makoto?)
 Seiyū: Daisuke Hirakawa (anime)
Doblaje (Hispanoamérica): Abraham Toscano
Es un estudiante de primer año de la escuela Sakakino, de la clase 3, generalmente educado.
Su nombre está basado en Itō Hirobumi. Al inicio se comportaba con Kotonoha de una manera tierna y dulce, pero a medida que va pasando el tiempo le va perdiendo el interés.
Kotonoha Katsura (桂言葉 Katsura Kotonoha?)
 Seiyū: Tae Okajima (anime)
Doblaje (Hispanoamérica): Casandra Acevedo
Estudiante de primer año, de la clase 4. Ella toma el mismo tren que Makoto diariamente, y se vuelve su novia en el segundo episodio. A pesar de su figura "voluptuosa" (sus pechos son mucho más grandes que el de la mayoría de las chicas de su entorno), ella es callada y tiene una naturaleza tímida, pero también le tiene un poco de miedo a los muchachos. Debido a esta actitud reservada, Kotonoha y Makoto a menudo tienen situaciones torpes; siempre que Makoto se molesta con ella sin razón, cree que es su culpa lo cual la lleva a interrogarse sobre su comportamiento, si es correcto o no. Ella es odiada por las chicas en el consejo estudiantil, del cual forma parte. Su familia es rica; sus padres trabajan y ella vive con ellos y su hermana Kokoro en una preciosa casa fuera de la ciudad.
Tanto su salud física como mental es frágil por lo que al terminar con Makoto sufre su primer colapso mental que la hace pensar que aún continua la relación con él, al punto de imaginar que mantienen una conversación telefónica en la que se logra ver que ella aún cree que su relación de noviazgo con Makoto y la Amistad con Sekai están intactos.
Es considerada un personaje Yandere. Su nombre está basado en Katsura Tarō.
Sekai Saionji (西園寺世界 Saionji Sekai?)
 Seiyū: Shiho Kawaragi (anime)
Doblaje (Hispanoamérica): Fer Navarro
También en primer año, es compañera de clase de Makoto. Sentándose al lado de él en la clase, ella ve la foto que Makoto tomó en secreto de Kotonoha en su teléfono móvil. Ella le ayuda entonces a conseguir estar cerca de Kotonoha, a pesar de que ella está también enamorada de él, besándolo en una estación del tren cerca del fin primer de episodio. Aunque Sekai es buena persona, sus fuertes emociones la agobian en muchas situaciones, causándola ceder ante Makoto y traicionar a Kotonoha. Ella vive con su madre, Youko, en un pequeño apartamento e igual que Kotonoha, su salud no es muy buena, en especial cuando está en una situación difícil. Incluso llega a matar a Makoto por su infidelidad.
Su nombre está basado en Saionji Kinmochi.

### Secundarias

#### Setsuna Kiyora
Seiyū: Keiko Imoto (anime)
Doblaje (Hispanoamérica): Susana Moreno
Es la mejor amiga de Sekai. Tiene una personalidad rara, fría y calculadora. Quiere mucho a su mejor amiga, protegiéndola de cualquier amenaza o factor que la pueda afectar, es por eso que incluso toma represalias contra Kotonoha bloqueándola del celular de Makoto, e impedir que este hable con ella tranquilamente.

#### Taisuke Sawanaga
Seiyū: Yoshirō Matsumoto (anime)
Doblaje (Hispanoamérica): Tommy Rojas
Es el único o mejor amigo de Makoto. Es un chico con una personalidad divertida, se muere generalmente por todas las chicas y actúa como un desesperado cuando ve a una mujer hermosa y termina con resultados sexuales.

### Cross Days
- Yuuki Ashikaga
- Roka Kitsuregawa
- Kasai InDex

## Episodios
El anime de School Days está formado por 12 episodios. Además, consta con dos OVAS:
1. School Days: Valentin Days
2. School Days: Magical Heart Kokoro-chan

## Banda sonora

### Opening
- "Innocent Blue" (イノセント・ブルー Inosento Burū?)

Interpretado por DeviceHigh

### Endings
- "Usotsuki" (ウソツキ?  lit. Mentiroso)

Interpretado por CooRie
Episodio: 01, 08
- "Ai no Kakera" (愛のカケラ?  lit. Fragmentos de Amor)

Interpretado por Hashimoto Miyuki
Episodio: 02
- "waltz" (ワルツ Warutsu?)

Interpretado por Kanako Itō
Episodio: 03, 11
- "Kioku no Umi" (記憶の海?  lit. Mar de recuerdos)

Interpretado por Yozuca*
Episodios: 04, 07
- "Look at Me" (Mírame)

Interpretado por YURIA
Episodio: 05
- "Namida no Riyū" (涙の理由?  lit. Motivo de las lágrimas)

Interpretado por Minami Kuribayashi
Episodios: 06, 10
- "Anata ga...Inai -Remix Version-" (あなたが…いない -Remix Version-?  lit. Tú... no estás aquí)

Interpretado por: Minami Kuribayashi
Episodio: 09
- "Still I Love You ~Mitsumeru Yori wa Shiawase~" (Still I Love You ～みつめるよりは幸せ～?  lit. Te sigo queriendo -La alegría de solo mirarte-)

Interpretado por: Kiriko
Episodio: 12
Ovas: 4

### Otros temas
- "Namida no Riyū" (涙の理由?)

Interpretado por Minami Kuribayashi
Episodios: 05, 11
- "Kioku no Umi" (記憶の海 lit. Mar de recuerdos?)

Interpretado por Yozuca*
Episodio: 06
- "Let me love you -Remix Version-" (lit. Déjame quererte)

Interpretado por Haruko Momoi
Episodios: 09, 10
- "Futari No Christmas" (二人のクリスマス?  lit. Nuestra navidad)

Interpretado por: Rino
Episodio: 11
- "Kanashimi no Mukō e" (悲しみの向こうへ?  lit. El otro lado de la tristeza)

Interpretado por: Kanako Itō
Episodio: 12